# Dertienstippelig lieveheersbeestje
Het dertienstippelig lieveheersbeestje (Hippodamia tredecimpunctata) is een kever uit de familie van de lieveheersbeestjes (Coccinellidae). De wetenschappelijke naam van de soort werd in 1758 als Coccinella tredecimpunctata gepubliceerd door Carl Linnaeus.
De volwassen kever wordt 5 tot 7 mm lang. De soort is langgerekter en platter dan andere lieveheersbeestjes. De dekschilden zijn (oranje)rood met dertien stippen. Het halsschild is geelwit met een grote zwarte vlek in het midden en daarnaast twee kleine zwarte punten. De poten zijn, anders dan bij het veenlieveheersbeestje, tweekleurig, met zwarte dijen en rode schenen en tarsen.
Het dier is vooral te vinden in natte gebieden, op riet, waterplanten en planten langs oevers. Larve en imago voeden zich met bladluizen.
De soort komt in het Palearctisch en Nearctisch gebied voor. In Nederland en België is hij zeldzaam.

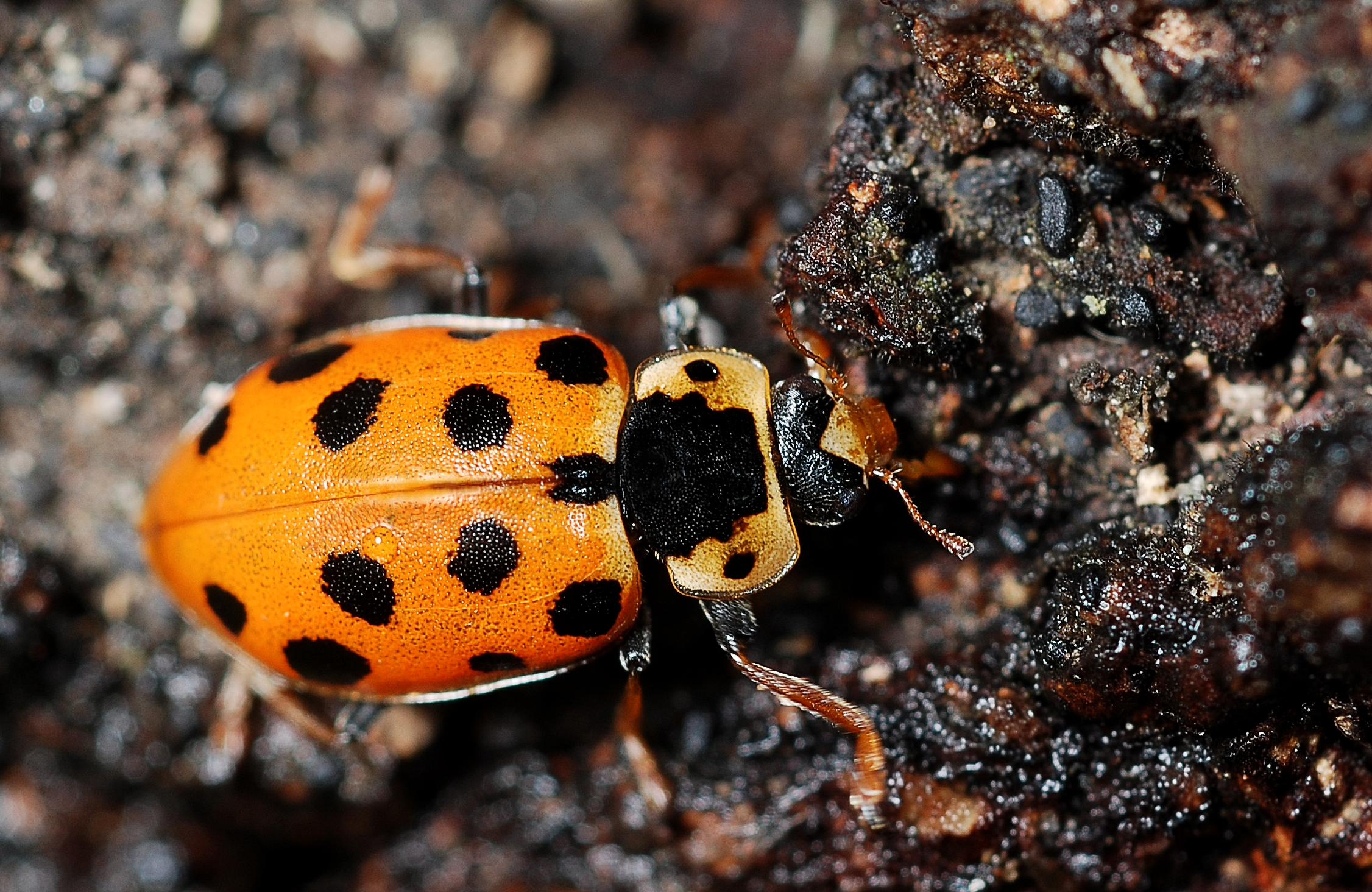